# Johann David Wyss
Pour les articles homonymes, voir Wyss.
Œuvres principales
- Le Robinson suisse (1812)

Johann David Wyss (né le 4 mars 1743 à Berne, en Suisse, mort le 11 janvier 1818), est un auteur suisse alémanique. Il est principalement connu pour son livre Le Robinson suisse (Der Schweizerische Robinson, 1812), inspiré du roman d'aventure de Daniel Defoe Robinson Crusoé (1719).

## Biographie
Fils d'un officier supérieur, il étudie la théologie et la philosophie à l’Académie de Berne et à l’Académie de Lausanne. En 1766, il s'enrôle comme aumônier du régiment étranger de Berne, devient pasteur de Seedorf en 1775 puis pasteur de la Cathédrale de Berne en 1777. Il se retire en 1803 dans sa ferme familiale de Köniz, où il se consacre au maraîchage et à l'apiculture.
Il s'acquiert une réputation internationale de romancier avec Le Robinson suisse, dont les thèmes sont empruntés au Robinson Crusoé de Daniel Defoe, et qu'il rédige entre 1794 et 1798 pour ses enfants sans autre arrière-pensée éditoriale. Le livre ne sera d'ailleurs publié qu'en 1812 par l'un de ses fils, Johann Rudolf Wyss, professeur de philosophie à Berne et auteur de l'ancien hymne national suisse.

## Livres électroniques
- Œuvres de Johann David Wyss sur le projet Gutenberg